# 金星の太陽面通過 (冥王星)
冥王星における金星の太陽面通過（きんせいのたいようめんつうか）は、冥王星と太陽のちょうど間に金星が入り、太陽面を通過する天文現象である。

## 概要
冥王星で惑星の太陽面通過が見られる頻度は、太陽系の惑星においてこれが見られる頻度に比べると低いことが多い。これは冥王星の軌道傾斜角が、太陽系の惑星と比較して大きいためである。しかし、金星の太陽面通過は例外的に多い方である。冥王星で金星の太陽面通過が起こるのは、紀元前125000年から125000年の25万年間で5774回であるが、同じ期間で地球では2964回しか起こらない。最も直近で起こったのは2023年7月30日である。次回は2183年11月2日に起こる。
ある時期の金星の太陽面通過は、約7.5ヶ月の期間を置いた太陽面通過が必ず1回から3回存在する。約7.5ヶ月は金星の公転周期に相当する。

## 太陽面通過の起こる日
日付は最大食の日付(UTC)。
| 年月日         | 最大食 |
| -------------- | ------ |
| 1775年8月25日  | 12:28  |
| 1935年4月17日  | 23:45  |
| 1935年11月29日 | 04:33  |
| 1936年7月11日  | 09:35  |
| 1937年2月21日  | 02:21  |
| 2022年5月6日   | 04:48  |
| 2022年12月17日 | 14:38  |
| 2023年7月30日  | 23:16  |
| 2183年11月2日  | 13:11  |
| 2184年6月14日  | 18:43  |

## 同時太陽面通過
68693年7月16日の太陽面通過では、地球の太陽面通過と月の太陽面通過も同時に起こる。